# Lecudina bhatiai
Lecudina bhatiai is een soort in de taxonomische indeling van de Myzozoa, een stam van microscopische parasitaire dieren. Het organisme komt uit het geslacht Lecudina en behoort tot de familie Lecudinidae. Lecudina bhatiai werd in 1976 ontdekt door Levine.